# Sitz Weiffendorf

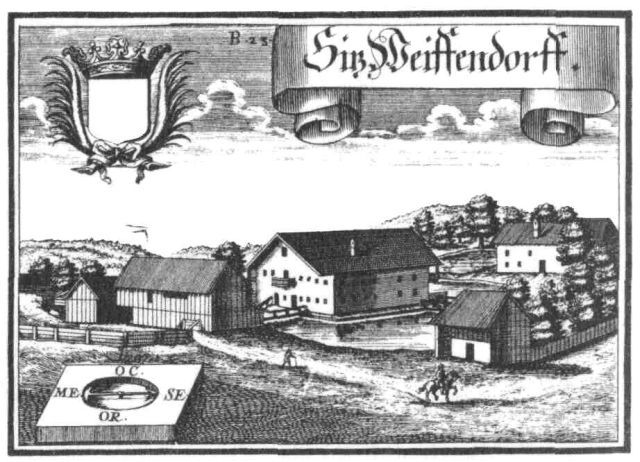
Der Sitz Weiffendorf, Kupferstich von Michael Wening, 1721

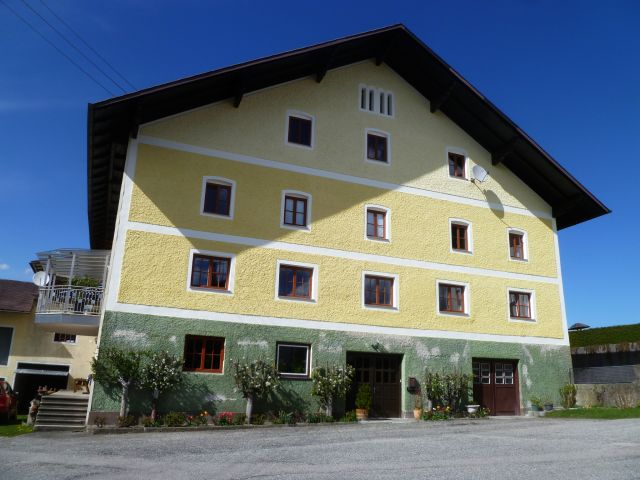
Gasthof Kobleder 100 m südlich des Sitzes Weiffendorfs

Der Sitz Weiffendorf lag im Ortsteil Großweiffendorf der Gemeinde Mettmach im Bezirk Ried im Innkreis.
Die erste Nennung des Sitzes zu Weiffendorf findet sich im Jahr 1363. Der Name wird vom Eigennamen Wifo abgeleitet. Er war damals im Besitz der Freyer, wobei der Hinweis lautet „1363 Herman der Freyer hat zue Lehen den sicz zw Weyffendorf“.
1567 urkundet noch ein Christoph Sigmund Freyer († 1570) zu Weiffendorff. Sein Sohn Wiguleus wurde 1585 mit Weiffendorf belehnt. Seine Güter zu Weiffendorf und Grünau erbte seine Schwester († 1602), die mit Abraham Magerl zu Wegleiten vermählt war. In der Folge ging das Gut an die Tochter Ursula über, die sich 1609 in Passau mit Hans Zott von Perneck vermählte. 1614  folgte Wolf Wiguleus von Aham zu Wildenau und Neuhaus († 1644). Als Erben traten in der Folge Johann Ignaz von Aham († 1696), Max Josef († 1711) und Johann Eucharius Graf von Aham († 1764) auf. 1711 fiel der Sitz als Heiratsgut an die Hoheneck; die letzte Besitzerin war Freifrau Maria von Hoheneck († 1749). Von dieser gelangte Weiffendorf 1764 an die Grafen von Imsland zu Wildenau. 
Wie auf dem Kupferstich von Michael Wening von 1721 zu sehen ist, war der Sitz ein einfaches einstöckiges und von einem Wassergraben umgebenes Gebäude, das eher einem Bauernhaus als einem adeligen Ansitz entspricht. Eine Brücke führte zum Haupthaus. Außerhalb des Wassergrabens befanden sich etliche Wirtschaftsgebäude und ein Holzzaun. Im Begleittext heißt es:  

„Befreyter Sitz im Gericht Fridburg, Erz-Bistumb Saltzburg / hat am Wald / nicht weit von der hohen Kuchel entlegen / Die Wohnung / so nur von Holz erbauet / ist ringgsweiß mit einem Weyer umbfangen / warbey ein Bräuhauß verhanden. […] Weiters ist ein guter Bier-Verschleiß / mittelmässiger Feldbau / und Heuwachs / dann Gehülz in abundantia, sambt einem reichen Forellenbach verhanden. Ubrigens ist mehrbesagtes Schloß Alters wegen vor dreyzehen Jahren abgebrochen / und auff andere Weiß widerumb auffgebauet wordden / und gehört in die Pfarr Mettmach.“

Die Anlage wurde um die Wende zum 20. Jahrhundert durch die Grafen von Imsland zu Wildenau abgetragen. Wie neuere Untersuchungen gezeigt haben, lag der Edelsitz zwischen den Häusern Großweiffendorf Nr. 12, 12a und 48. 100 m südlich befindet sich heute ein Gasthaus, das ebenfalls im Zusammenhang mit dem Edelsitz zu sehen ist. Erhalten geblieben sind ferner einzelne Wirtschaftsgebäude.